# Filimer

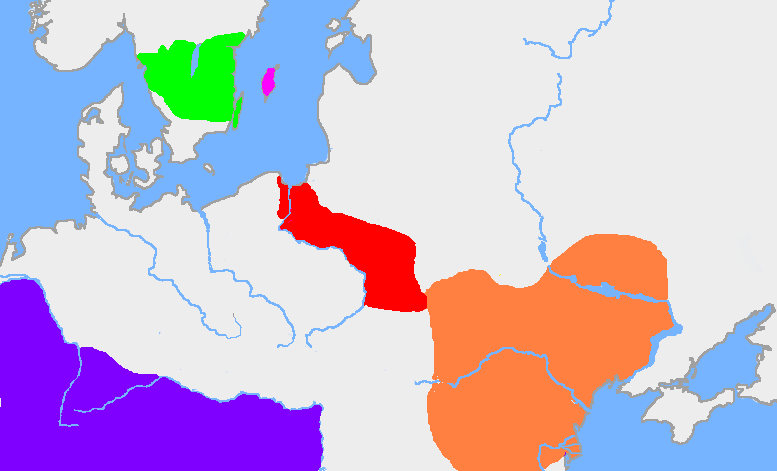
La culture de Wielbark, représentée en rouge, correspond à la Gothiscandza ; la culture de Tcherniakhov, représentée en orange, correspond à la Scythie.

Filimer ou Philimer est un roi légendaire des Goths d'après l'Histoire des Goths de Jordanès.
Fils de Gandaric le Grand, Filimer est le cinquième roi goth depuis Berig. À la recherche de terres plus fertiles, il organise la migration de son peuple de la Gothiscandza (de) (en actuelle Pologne) à la Scythie, près des côtes septentrionales de la mer Noire. Jordanès raconte que, trouvant parmi son peuple certaines sorcières (appelées Aliorumnas en langue gotique), Filimer les chassa à cause de la défiance qu'elles lui inspiraient et, les ayant poursuivies loin de son royaume, il les refoula dans une terre solitaire. « Les esprits immondes qui vaguaient par le désert les ayant vues, s'accouplèrent à elles, se mêlant à leurs embrassements, et donnèrent le jour à cette race, la plus farouche de toutes. Elle se tint d'abord parmi les marais, rabougrie, noire, chétive : à peine appartenait-elle à l'espèce humaine, à peine sa langue ressemblait-elle à la langue des hommes. Telle était l'origine de ces Huns, qui arrivèrent sur les frontières des Goths. »

## Sources primaires
- Jordanès, Histoire des Goths